# Erich Gottgetreu
Erich Gottgetreu (* 31. Juli 1903 in Chemnitz; † 13. November 1981 in Jerusalem) war ein deutsch-israelischer Journalist.

## Leben
Seine Eltern waren der Kaufmann Adolf Gottgetreu (1866–1940) und seine Ehefrau Elsbeth, geborene Baswitz (1873–1942). Er hatte drei Geschwister: Eva (1899–1983), Erich Moritz (1903–1981) und Minnie Elise (1910–1999). Er besuchte das Chemnitzer Reformrealgymnasium (heute Georgius-Agricola-Gymnasium), absolvierte eine Lehre im Buch- und Textilhandel, war Mitglied bei den Pfadfindern und bereits im Jahr 1923 als freier Journalist tätig. An der Universität Berlin studierte er 1925/26 ohne Abschluss Zeitungskunde und Theaterwissenschaften und bereiste in den Folgejahren Europa, Ägypten und Palästina. In den Jahren 1928 und 1929 war er Reporter und stellvertretender Redakteur der sozialdemokratischen Zeitung Lübecker Volksbote. Dort bildete er Willy Brandt, damals noch ein Teenager, zum Reporter aus; Brandt und Gottgetreu begegneten sich 1960 bei einer Pressekonferenz in Tel Aviv wieder, als Brandt als Regierender Bürgermeister Berlins Israel besuchte. Gottgetreu druckte Texte des jungen Erich Kästner. Im Januar 1930 wurde er Redakteur beim Sozialdemokratischen Pressedienst in Berlin. Er war als Nachrichtenredakteur und Gerichtsreporter tätig, und war bis zur Auflösung des Pressedienstes 1933 Stellvertreter des Leiters Erich Alfringhaus. Er war auch Mitglied der SPD und des Jungjüdischen Wanderbundes.
Im Jahr 1932 veröffentlichte er in einer Zeitschrift den NSDAP-kritischen Roman Drittes Reich Geheim. Deswegen wurde er nach der Machtergreifung der Nationalsozialisten 1933 zeitweise inhaftiert und emigrierte über Prag und Wien nach Palästina. Da die gesamte Familie jüdisch war, stellte sich die Auswanderungsfrage für alle nahen Verwandten. Seine Geschwister Erich Moritz und Minnie Elise wanderten ebenfalls nach Palästina aus, Eva nach New York. Alle vier überlebten so den Holocaust. Ihr Vater Adolf starb 1940 in Berlin, ihre Mutter Elsbeth wurde 1942 von Berlin zuerst nach Theresienstadt, dann nach Treblinka verschleppt, wo sie ermordet wurde. 1934 heiratete  Erich Gottgetreu in Jerusalem die aus Weißrussland stammende Sara Reznik. Seine Erinnerungen an den Anfang in dem neuen Land fasste er 1934 im Buch Das Land der Söhne. Palästina nahe gerückt zusammen, das in Wien erschien.
In Palästina war er Mitarbeiter und Korrespondent zahlreicher Zeitungen und Zeitschriften. Er lieferte Texte für Klaus Manns Die Sammlung, das Pariser Tageblatt, die Jüdische Weltrundschau und die Jüdische Wochenschau. In den Jahren 1940 bis 1942 war er Korrespondent für die Agence Française Indépendente von Charles de Gaulle, bis 1947 auch Palästina-Korrespondent  von La Bourse Egyptienne in Kairo und des Journal d'Alexandrie in Alexandria. Er war in den Jahren 1942 bis 1968 Korrespondent und Leiter des Israel-Büros von Associated Press, danach für die Die Welt, die Kölnische Rundschau, Die Rheinpfalz und das Berner Tagblatt.

## Werke (Auswahl)
- Haben Sie gelesen, dass ... , Berlin 1929 (Reportagen)
- Das Land der Söhne. Palästina nahe gerückt, Wien 1934
- Die 37. Belagerung von Jerusalem. Ein Tagebuch aus dem Frühjahr 1948, Jerusalem 1985